# Azow

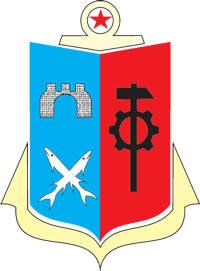
herb (1967–1996)

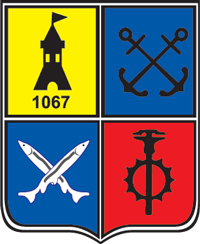
herb (1996–2006)

Azow (ros. Азов) – miasto w europejskiej części Rosji w obwodzie rostowskim, położone nad Donem, 7 km od jego ujścia do Morza Azowskiego.

## Dane ogólne
- Liczba ludności: 79 857 (2021)
- Położenie geograficzne: 47°07′N 39°25′E

## Historia

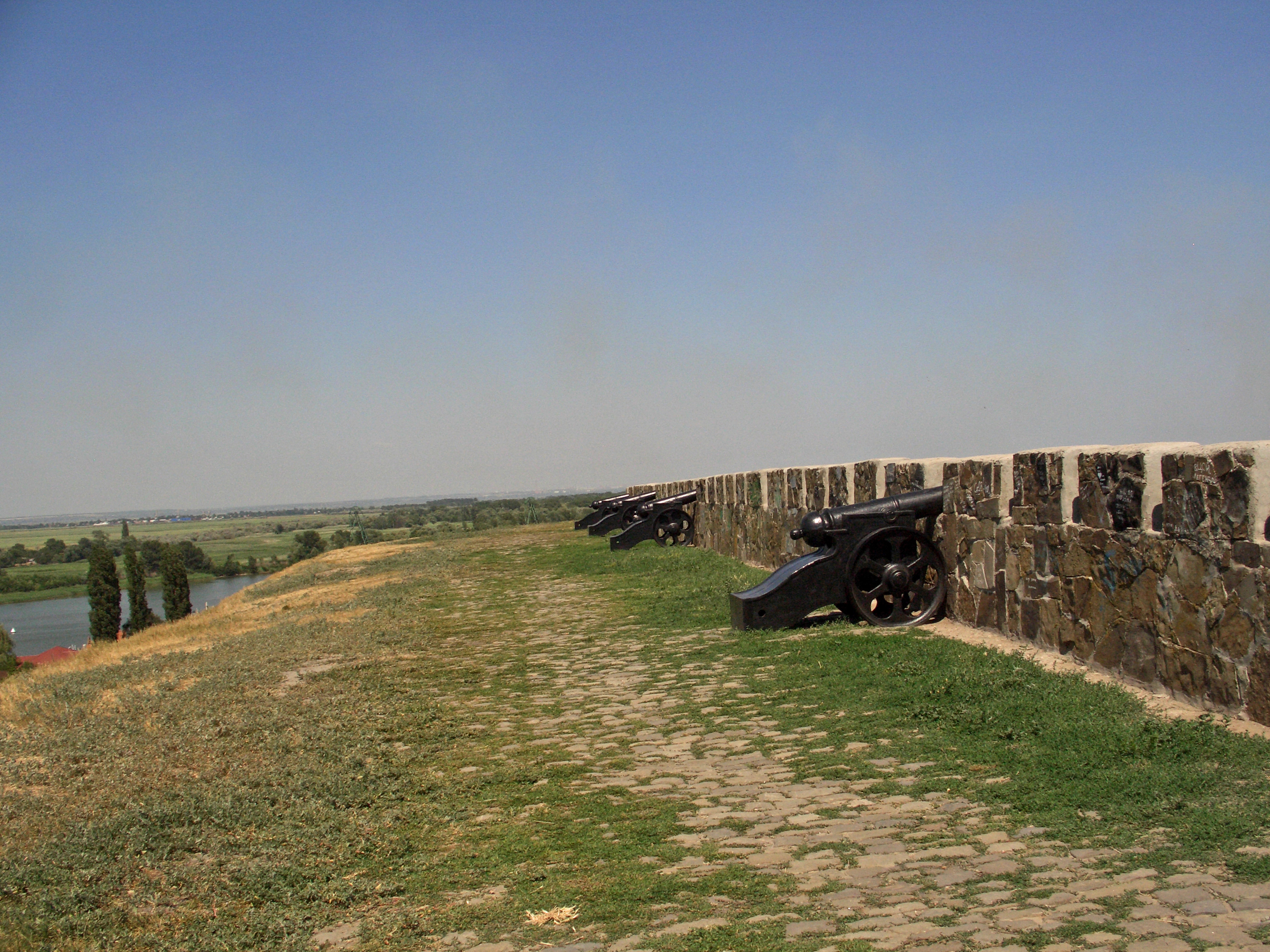
Twierdza Azowska dzisiaj

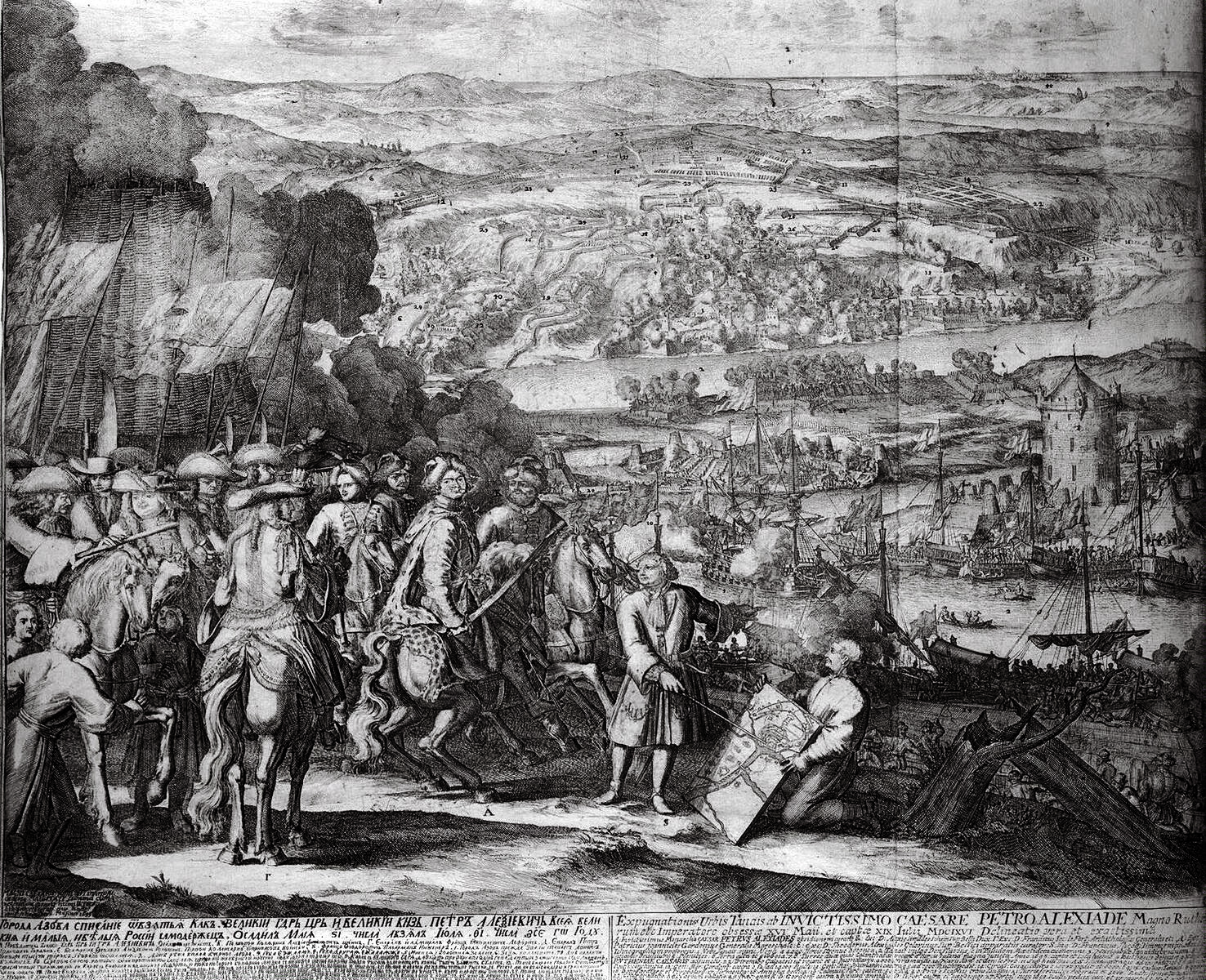

W pobliżu miasta, we współczesnym chutorze Niedwigowka, w starożytności istniała bosporańska kolonia Tanais, ważne centrum handlu Greków bosporańskich z okolicznymi plemionami Meotów, Scytów i Sarmatów, istniejące w okresie od III wieku p.n.e. do V wieku n.e.
W XI wieku zdobyte przez Połowców. Od XIII wieku zajęte przez mongolską Złotą Ordę. Zdobyte przez Turków w 1471 roku, przekształcone w twierdzę Azak. Twierdza Azak była przejściowo w rękach kozackich. Zdobyta przez Rosję w 1696 roku, otrzymała prawa miejskie w 1708 roku. W 1711 roku zwrócona Turcji, ponownie zdobyta przez Annę Iwanownę w 1739 roku. Ostatecznie włączona do Rosji w 1774 r.

## Gospodarka
W mieście rozwinął się przemysł stoczniowy, odzieżowy, obuwniczy oraz rybny.

## Transport
Azow jest końcową stacją na zelektryfikowanej trasie kolejowej prowadzącej od Batajska. Istnieje również połączenie podmiejskie z Rostowem. W mieście znajdują się dworzec autobusowy, port morski i rzeczny.
Miejski transport to transport autobusowy i taksówki.

## Współpraca
- Aglandzia, Cypr
- Chillicothe, Stany Zjednoczone
- Antalya, Turcja
- Kizlar, Rosja
- Teodozja, Ukraina
- Salechard, Rosja
- Rejon łazarewski, Rosja